# Rhipidia (Rhipidia) nigrorostrata nigrorostrata
Rhipidia (Rhipidia) nigrorostrata nigrorostrata is een ondersoort van de tweevleugelige Rhipidia (Rhipidia) nigrorostrata uit de familie steltmuggen (Limoniidae). De ondersoort komt voor in het Neotropisch gebied.